# Passiflora spinosa
Passiflora spinosa, conocida como maracuyá silvestre o guachique, es un árbol del subgénero Astrophea, en el género Passiflora, en la familia Passifloraceae.

## Distribución
Se encuentra hasta los 650 m de altitud en áreas de bosque de Colombia, Venezuela, Guyana, Ecuador, Perú, Bolivia y note y occidente de Brasil.

## Descripción
Es una liana con ramas angulosas muy lenticeladas; hojas simples, alternas, elípticas con dos glándulas en la base; inflorescencia racimosa; flores tubulares con hipanto cilíndrico, con sépalos, pétalos y corola de color rojo anaranjado y anteras amarillas; frutos oblongos en baya, con semillas reticuladas aovadas.